# Rua da Caldeiroa

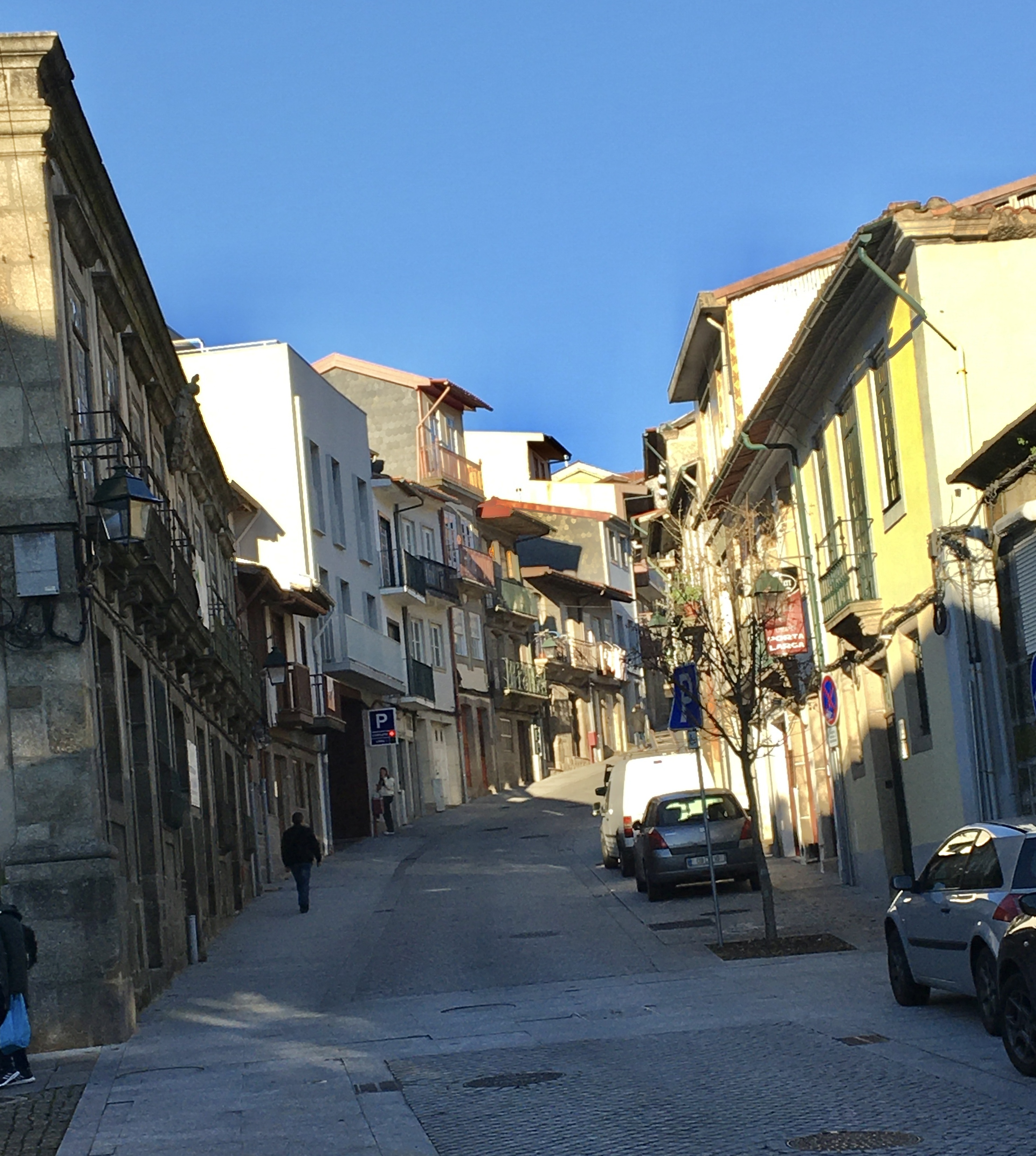
A Rua da Caldeiroa em Dezembro de 2023

A Rua da Caldeiroa é uma das vias mais importante da cidade portuguesa de Guimarães, já que em tempos era a rua mais industrializada da cidade. A origem do seu nome perdeu-se no tempo.

## Pontos de interesse
Ao longo do seu percurso existem muitos testemunhos arquitetónicos e culturais notáveis do passado industrial e nobre da Rua da Caldeiroa:
- Fábrica do Arquinho: fábrica têxtil atualmente abandonada, inaugurada em 1913 e encerrada em 1991. Irá albergar em breve o sector de engenharia aeroespacial da Universidade do Minho.[2]
- Casa dos Borges Pais do Amaral: Casa nobre brasonada.[3]
- Casa dos Lobatos: construída nos finais da década de 1700, era casa de uma família nobre onde, em 1908, se instalou a Banda dos Guises.[4][5]
- Casa da Caldeiroa: casa-abrigo que está atualmente a ser utilizada como refúgio para crianças afegãs na sequência da ofensiva talibã de 2021.[6][7]

## História
A primeira menção à rua data a 1265. Uma tira de papel em Português arcaico de 1445 também menciona a via: “Rua Caldeiroa, de uma casa latada (grande), anno 1445”.
Na década de 1890, o piso da Rua da Caldeiroa foi reconstruído com a pedra extra que resultou da demolição da antiga Igreja de S. Sebastião, cuja torre sineira foi transplantada para a igreja paroquial de Creixomil.
No início da década de 1940, foram retirados da Rua Caldeiroa um chafariz e um oratório, onde estava exposta uma imagem de Cristo que, no momento da remoção, foi entregue ao pároco de São Sebastião.
A Rua da Caldeiroa é uma das ruas mais antigas de Guimarães. No final de 1910, a recém-instalada República mudou o nome da rua, passando a chamar-se oficialmente Rua Dr. Trindade Coelho. O povo não gostou da mudança de nome e continuou a chamá-la pelo nome antigo. Em 1943, a Câmara Municipal voltou a oficializar o nome antigo da rua, trazendo de volta o nome de Rua da Caldeiroa.
Em 2020 o pavimento da estrada foi refeito e o sentido do tráfego foi invertido.